# Classe Gloire (croiseur)
Pour les autres classes de navires du même nom, voir Classe Gloire.
La classe Gloire est une classe de croiseurs cuirassés construits pour la Marine française au début des années 1900. Il s'agit principalement d'une amélioration de la classe Gueydon.

## Unités
| Nom          | Lancement    | Service effectif | Fin de carrière                            | Photo |
| ------------ | ------------ | ---------------- | ------------------------------------------ | ----- |
| Gloire       | 27 juin 1900 | 1904             | retiré le 7 juillet 1922                   |       |
| Marseillaise | 1901         | 1903             | 1929                                       |       |
| Sully        | 1901         | 1903             | naufrage en Indochine le 30 septembre 1905 |       |
| Condé        | 1902         | 1904             | 1933                                       |       |
| Amiral Aube  | 1902         | 1904             | 1922                                       |       |